# Punta El Hallazgo
Punta El Hallazgo är en udde i Antarktis. Den ligger på Livingston Island i Sydshetlandsöarna. Argentina, Chile och Storbritannien gör anspråk på området.
Terrängen inåt land är huvudsakligen kuperad, men den allra närmaste omgivningen är platt. Havet är nära Punta El Hallazgo norrut. Trakten är obefolkad. Det finns inga samhällen i närheten.